# 長柄出入口
長柄出入口（ながらでいりぐち）は、大阪府大阪市北区にある阪神高速12号守口線の出入口。守口方面の出口と環状線方面への入口しかないハーフICである。

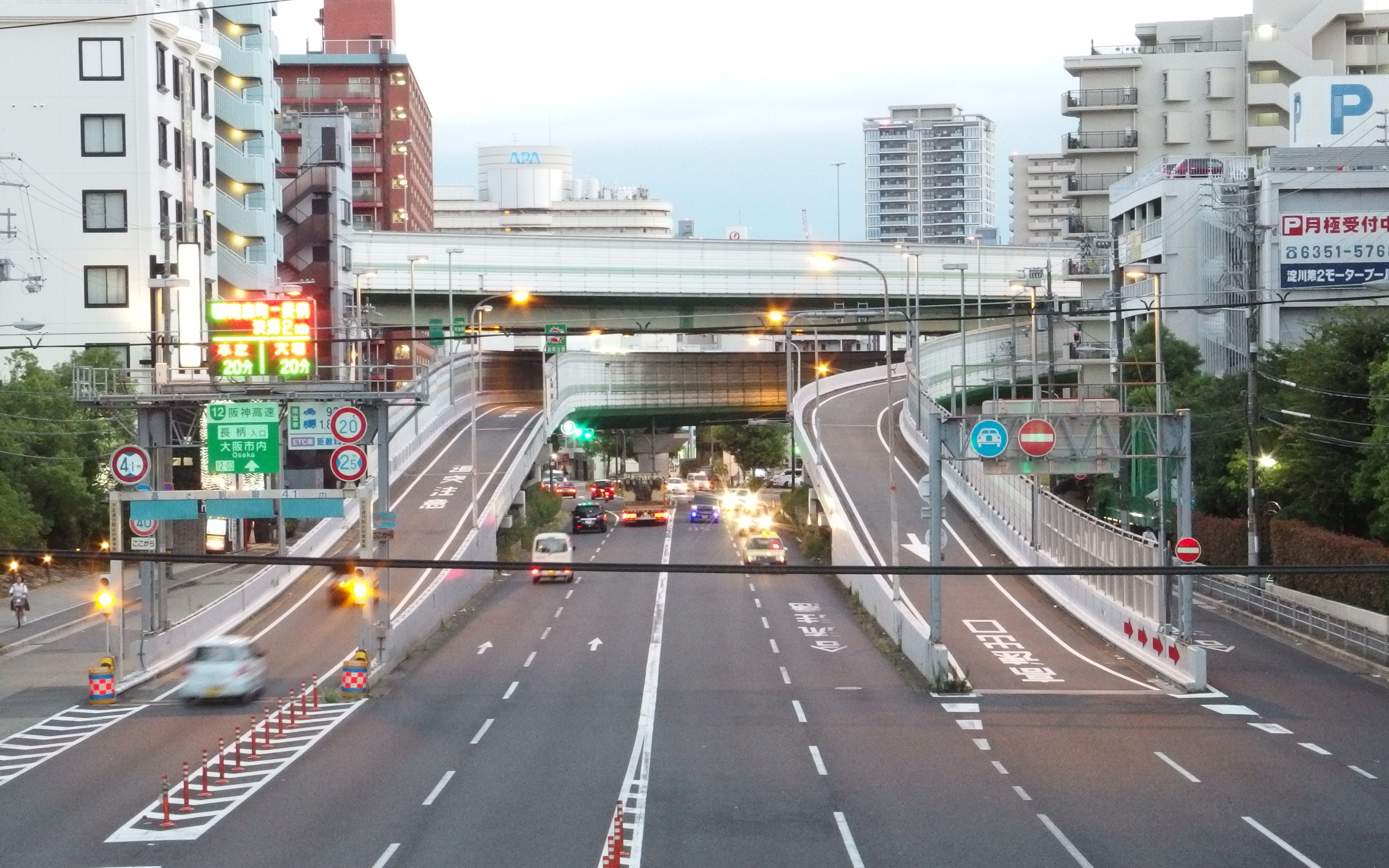
北から望む

## 道路
- 阪神高速12号守口線

### 案内板
- 12-03　長柄出口

## 接続する道路
- 天満橋筋
- 大阪市道大阪環状線（都島通）

## 周辺
- 鶴満寺
- 国分寺
- 清光寺
- 天神橋筋六丁目駅
- 天神橋筋商店街
- 毛馬桜之宮公園
- 大阪市立総合医療センター

## 隣
阪神高速12号守口線
(12-01)南森町出入口 - (12-02)扇町出入口 - (12-03)長柄出入口 - (12-05)都島入口 - (12-06)城北出口